# Mẫu thiết kế phần mềm
Trong công nghệ phần mềm, một mẫu thiết kế (tiếng Anh: design pattern) là một giải pháp tổng thể cho các vấn đề chung trong thiết kế phần mềm. Một mẫu thiết kế không phải là một thiết kế hoàn thiện để mà có thể được chuyển đổi trực tiếp thành mã; nó chỉ là một mô tả hay là sườn (template) mô tả cách giải quyết một vấn đề mà có thể được dùng trong nhiều tình huống khác nhau. Các mẫu thiết kế hướng đối tượng thường cho thấy mối quan hệ và sự tương tác giữa các lớp hay các đối tượng, mà không cần chỉ rõ các lớp hay đối tượng của từng ứng dụng cụ thể. Các giải thuật không được xem là các mẫu thiết kế, vì chúng giải quyết các vấn đề về tính toán hơn là các vấn đề về thiết kế.

## Lịch sử
Các mẫu xuất phát từ một ý niệm kiến trúc đưa ra bởi Christopher Alexander. Vào năm 1987, Kent Beck và Ward Cunningham bắt đầu thử nghiệm ý tưởng áp dụng các mẫu vào lập trình và đưa ra các kết quả của chúng tại hội thảo OOPSLA vào năm đó. Vào các năm tiếp theo, Beck, Cunningham và những người khác vẫn tiếp tục với công việc này.
Các mẫu thiết kế đã trở nên phổ biến trong khoa học máy tính sau khi cuốn sách Design Patterns: Elements of Reusable Object-Oriented Software được ấn hành vào năm 1994 bởi các tác giả được biết đến với tên "Gang of Four"(Gamma et al) gọi tắt là "GoF". Vào cùng năm đó, cuộc hội thảo đầu tiên về Các ngôn ngữ mẫu cho các chương trình đã được tổ chức và vào năm sau, Kho dự trữ các mẫu Portland (Portland Pattern Repository) đã được thiết lập để lưu trữ văn bản về các mẫu thiết kế.

## Cách sử dụng
Các mẫu thiết kế có thể giúp tăng tốc quá trình phát triển phần mềm bằng cách cung cấp các mẫu hình (paradigms) phát triển đã được chứng thực và kiểm chứng. Để thiết kế phần mềm hiệu quả đòi hỏi phải xem xét các yếu tố mà chỉ trở nên rõ ràng sau khi hiện thực. Xác định được chúng, thông qua các mẫu thiết kế, chúng ta sẽ thoát khỏi chúng vì chúng có thể dẫn đến những rắc rối lớn và cải tiến khả năng dễ đọc của mã cho người viết mã và các nhà kiến trúc sẽ cảm thấy quen thuộc với các mẫu.
Thông thường, mọi người chỉ biết cách áp dụng một số kĩ thuật thiết kế phần mềm nào đó vào một vài vấn đề cụ thể nào đó. Những kĩ thuật này khó áp dụng mở rộng cho các vấn đề khác. Các mẫu thiết kế cung cấp các giải pháp chung, được viết tài liệu dưới một định dạng mà không gắn liền với một vấn đề cụ thể nào cả.
Các mẫu cho phép các nhà phát triển giao tiếp với nhau dùng các tên dễ hiểu, được dùng rộng rãi để đặt cho các tương tác của phần mềm. Các mẫu thiết kế chung có thể được cải tiến qua thời gian, để trở nên ổn định hơn là thiết kế tùy biến (ad-hoc designs).

## Phân loại
Các mẫu thiết kế có thể được phân loại dựa vào nhiều tiêu chí, chung nhất là dựa vào vấn đề cơ bản mà chúng giải quyết. Theo tiêu chuẩn này, các mẫu thiết kế có thể được phân loại thành nhiều lớp, một số trong chúng là:
- Mẫu cơ sở (Fundamental pattern)
- Các mẫu tạo lập (Creational pattern)
- Các mẫu cấu trúc (Structural pattern)
- Các mẫu hành vi (Behavioral pattern)
- Các mẫu đồng thời (Concurrency pattern)
- Các mẫu xử lý sự kiện (Event handling pattern)
- Các mẫu kiến trúc (Architectural pattern)

## Viết tài liệu
Việc viết tài liệu cho một mẫu thiết kế nên chứa đựng đủ thông tin về vấn đề mà mẫu đề cập, ngữ cảnh trong đó nó được sử dụng và giải pháp được đề nghị. Tuy vậy, các tác giả mẫu thường sử dụng các dạng trình bày mẫu riêng của mình để trình bày các mẫu thiết kế, và các dạng trình bày mẫu thường tương tự với các phần cần thiết đã nêu. Các tác giả thường bao gồm thêm một số đoạn để cung cấp nhiều thông tin hơn và tổ chức các phần cần thiết trong những đoạn khác nhau có thể có với những tên khác nhau.
Một dạng chung thường được sử dụng là dạng được sử dụng bởi "Bộ tứ" (Các tác giả của Mẫu Thiết Kế). Nó bao gồm các đoạn:
- Tên mẫu và sự phân loại: Mỗi mẫu nên có một tên mô tả và là duy nhất để danh định và tham khảo đến. Thêm vào đó, một mẫu nên được phân loại theo một cách đã được mô tả trước đó. Việc phân loại giúp việc định ra việc sử dụng mẫu.
- Dự định: Đoạn này nên mô tả mục tiêu của mẫu và các lập luận cho việc sử dụng mẫu. Nó như phần vấn đề của mẫu.
- Tên gọi khác: Một mẫu có thể có nhiều hơn một tên. Những tên này nên được viết trong đọan này.
- Động cơ: Đoạn này cung cấp một kịch bản bao gồm một vấn đề và một ngữ cảnh trong đó mẫu có thể được sử dụng. Với mối quan hệ vấn đề và ngữ cảnh, đoạn này chỉ ra khi nào mẫu được sử dụng.
- Có thể áp dụng: Đoạn này mô tả các tình huống trong đó mẫu có thể áp dụng. Nó biểu diễn phần ngữ cảnh của mẫu.
- Cấu trúc: Một biểu diễn đồ thị của mẫu.Sơ đồ lớp và Sơ đồ tương tác có thể được sử dụng cho cho mục đích này.
- Thành phần tham gia: Danh sách các lớp và đối tượng được sử dụng trong mẫu này và vai trò của chúng trong thiết kế.
- Sự cộng tác: Mô tả cách các lớp và các đối tượng được sử dụng trong mẫu tương tác với các đối tượng khác.
- Các kết quả: Đoạn này mô tả các kết quả, ảnh hưởng và các thỏa hiệp gây ra khi sử dụng mẫu.
- Sự hiện thực: Đoạn này mô tả sự hiện thực mẫu và biểu diễn phần giải pháp của mẫu. Nó cung cấp các kỹ thuật được sử dụng trong việc hiện thực mẫu, và đề nghị các cách cho sự hiện thực này.
- Mã mẫu: Một minh họa cách mẫu này được sử dụng trong một ngôn ngữ lập trình.
- Các sử dụng được biết: Đoạn này bao gồm các ví dụ sử dụng thực sự của mẫu.
- Các mẫu liên quan: Đoạn này bao gồm các mẫu khác có một số quan hệ với mẫu ví thế chúng có thể được sử dụng cùng với mẫu hoặc thay thế cho mẫu. Nó cũng bao gồm các sự khác nhau của mẫu với các mẫu tương tự khác.